# Bitwa pod Villersexel
Bitwa pod Villersexel – starcie zbrojne, które miało miejsce 9 stycznia 1871 roku w trakcie wojny francusko-pruskiej pomiędzy elementami francuskiej Armii Wschód (Armée de l'Est) dowodzonymi przez generała Charlesa Denisa Bourbaki a oddziałami pruskimi dowodzonymi przez Augusta von Werdera. Bitwa zakończyła się zwycięstwem oddziałów francuskich.

## Tło
Po klęskach odniesionych pod Sedanem oraz Metzem a także w związku z tragicznym położeniem Paryża wojska francuskie skoncentrowane w Armii Wschód miały problem z zaopatrzeniem, w wyniku czego siła bojowa we wschodnim sektorze wojsk francuskich była znacząco zredukowana. Do problemów logistycznych dołączył fakt, że znacząca część oddziałów francuskich została wyznaczona do obrony pozycji wokół twierdzy Belfort oraz odpierania naporu wojsk pruskich.

## Bitwa
9 stycznia 1871 roku pruski generał August von Werder zaatakował francuskie pozycje dowodzone przez generała Charles'a Denisa Bourbakiego wokół miasta Villersexel. Oddziały pruskie szybko przemaszerowały przez most nad rzeką Ognon, a następnie około godziny 13 Prusacy zdobyli lokalny zamek (château). Francuzi jednakże przeprowadzili pomyślny kontratak z okolic Autrey-le-Vay i zmusili Prusaków do częściowego odwrotu.
Przeprowadzony kolejny francuski kontratak spowodował odbicie zamku przez Francuzów oraz przeniesie walk na ulice  Villersexel. Około godziny 3 w nocy oddziały francuskie przeprowadziły ostateczny atak na pozycję pruskie i zmusiły wojska von Werdera do wycofania się ponad 20 km w głąb własnych pozycji.